# Euphausia
Euphausia – rodzaj szczętek z rodziny Euphausiidae, obejmujący największą liczbę gatunków.

## Systematyka
Obecnie do rodzaju Euphausia zalicza się 31 gatunków:
- Euphausia americana Hansen, 1911
- Euphausia brevis Hansen, 1905
- Euphausia crystallorophias Holt & W.M. Tattersall, 1906
- Euphausia diomedeae Ortmann, 1894
- Euphausia distinguenda Hansen, 1908
- Euphausia eximia Hansen, 1911
- Euphausia fallax Hansen, 1916
- Euphausia frigida Hansen, 1911
- Euphausia gibba G.O. Sars, 1883
- Euphausia gibboides Ortmann, 1893
- Euphausia hanseni Zimmer, 1915
- Euphausia hemigibba Hansen, 1910
- Euphausia krohnii (Brandt, 1851), syn. E. pellucida – szczętka przejrzystka
- Euphausia lamelligera Hansen, 1911
- Euphausia longirostris Hansen, 1908
- Euphausia lucens Hansen, 1905
- Euphausia mucronata G.O. Sars, 1883
- Euphausia mutica Hansen, 1905
- Euphausia nana Brinton, 1962
- Euphausia pacifica Hansen, 1911 – kryl pacyficzny
- Euphausia paragibba Hansen, 1910
- Euphausia pseudogibba Ortmann, 1893
- Euphausia recurva Hansen, 1905
- Euphausia sanzoi Torelli, 1934
- Euphausia sibogae Hansen, 1908
- Euphausia similis G.O. Sars, 1885
- Euphausia spinifera G.O. Sars, 1885
- Euphausia superba Dana, 1852 – kryl antarktyczny
- Euphausia tenera Hansen, 1905
- Euphausia triacantha Holt and Tattersall, 1906
- Euphausia vallentini Stebbing, 1900